# Chính trị Mông Cổ
Mông Cổ hiện nay là một nước Cộng hòa dân chủ đại nghị bán tổng thống, theo đó tổng thống được bầu cử trực tiếp. Nhân dân cũng chọn ra các đại biểu quốc hội, gọi là Đại Khural Quốc gia. Tổng thống bổ nhiệm thủ tướng, và bổ nhiệm nội các theo đề xuất của thủ tướng. Hiến pháp Mông Cổ đảm bảo một số quyền tự do, bao gồm quyền tự do ngôn luận và tôn giáo. Mông Cổ có một số chính Đảng, lớn nhất là Đảng Nhân dân Cách mạng Mông Cổ và Đảng Dân chủ Mông Cổ. Tổ chức phi chính phủ Freedom House nhìn nhận Mông Cổ là quốc gia tự do.

## Lịch sử
Bắt đầu vào tháng 3 năm 1990, Bộ Chính trị Mông Cổ tuyên bố từ chức. Vai trò lãnh đạo tuyệt đối của Đảng cầm quyền – Đảng Cách mạng Nhân dân Mông Cổ (Монгол Ардын Хувьсгалт Нам, Mongol Ardyn Khuvsgalt Nam) – trong xã hội bị gạch bỏ khỏi Hiến pháp. Chế độ độc Đảng bị xóa bỏ, người dân được tự do tham gia Đảng phái và phát hành báo chí.
Tháng 9 năm 1990, Quốc hội mới được bầu ra với thành viên thuộc nhiều Đảng phái khác nhau. Tuy nhiên, những thay đổi này vẫn chưa đủ để một nền dân chủ thành hình và đứng vững trên tàn dư của chủ nghĩa Cộng sản. Và người Mông Cổ, bao gồm cả những người Cộng sản, đã thống nhất rằng, họ cần có một bản Hiến pháp dân chủ.

## Hiến pháp
Năm 1992, trước những biến động lịch sử và làn sóng sụp đổ của phe Cộng sản trên toàn thế giới, cả Việt Nam và Mông Cổ đều ban hành những bản hiến pháp mới. Tuy nhiên, cả tiến trình lập hiến lẫn nội dung của hai bản hiến pháp này thì lại khác nhau "một trời một vực". Hiến pháp 1992 của Mông Cổ được xem là một bước thành công của nền dân chủ tại đây, từ lúc soạn thảo cho đến khi thông qua và thực thi. Vì từ khi chuyển đổi sang mô hình dân chủ, nền kinh tế thị trường và những người lãnh đạo đã hợp tác cùng nhau để phát triển quốc gia.
Ngày 13 tháng 1 năm 1992, 370 đại biểu (86%) trong tổng số 430 đại biểu của Quốc hội đã bỏ phiếu thông qua toàn văn của bản dự thảo, và Hiến pháp Mông Cổ 1992 ra đời. Hiến pháp 1992 chấm dứt con đường quá độ lên chủ nghĩa xã hội, vốn được xem là mục tiêu của toàn xã hội Mông Cổ, kể từ bản Hiến pháp đầu tiên ra đời vào năm 1924. Mục tiêu chính của Hiến pháp 1992 chỉ đơn giản là bảo vệ quyền và tự do của người dân, nhằm kiến tạo một xã hội Mông Cổ dân chủ, biết tôn trọng nhân quyền. Trong bản Hiến pháp 1992, quyền lực nhà nước không còn tập trung như trong mô hình nhà nước xã hội chủ nghĩa, mà bị phân chia và kiểm soát bằng sự độc lập của cơ quan tư pháp, cùng với sự đối trọng quyền lực giữa nhánh Lập pháp và Hành pháp. Trái ngược với chế độ xã hội chủ nghĩa trước đó, hệ thống đa Đảng và chế độ nghị viện được xem là nền tảng chính, để thúc đẩy và bảo đảm dân chủ được thực thi ở Mông Cổ. Mô hình kinh tế kế hoạch hóa tập trung cũng bị thay thế bằng nền kinh tế thị trường, với sự đảm bảo về quyền tư hữu tư liệu sản xuất, bao gồm cả đất đai.

## Hệ thống chính trị
Chính trị Mông Cổ có thể chế gần như là mô hình bán tổng thống chế, có sự pha trộn giữa nhánh Lập pháp và Hành pháp. Tổng thống vẫn được bầu trực tiếp, nhưng phải chịu trách nhiệm trước Quốc hội.
Ứng cử viên tổng thống được đề cử từ các Đảng, hoặc liên minh của các Đảng trong Quốc hội. Ứng cử viên phải trải qua nhiều nhất là hai lượt bỏ phiếu, để xác định người chiếm đa số (hơn 50%) phiếu bầu để trở thành tổng thống. Cơ chế bầu cử này tương tự như mô hình bầu cử tổng thống Pháp.
Tuy nhiên, tổng thống Mông Cổ chỉ là người đứng đầu nhà nước (head of the state), không phải là người đứng đầu nhánh Hành pháp (Executive branch).
Thủ tướng mới là người đứng đầu nhánh Hành pháp và chịu trách nhiệm trước Quốc hội. Thủ tướng là do Quốc hội bầu từ Đảng – hoặc liên minh các Đảng – chiếm đa số ghế trong Quốc hội, sau đó được tổng thống chấp thuận.
Còn Quốc hội chính là cơ quan Lập pháp (Legislative branch) cao nhất của Mông Cổ.
Quốc hội Mông Cổ có tên gọi là State Great Khural. Số thành viên của Quốc hội trong Hiến pháp 1992 giảm từ 430 thành viên xuống còn 76 thành viên với nhiệm kỳ 4 năm.

### Lập pháp và Hành pháp
Quốc hội Mông Cổ được gia tăng quyền lực và có thể kiểm soát nhánh Hành pháp chặt chẽ hơn. Vì vậy, tổng thống phải chịu trách nhiệm trước Quốc hội.
Do hai nhánh Lập pháp và Hành pháp được gộp lại, nên cả tổng thống lẫn thủ tướng đều có quyền khởi động dự án luật của họ trước Quốc hội. Tổng thống có quyền phủ quyết dự án luật. Tuy nhiên, dự án luật vẫn có hiệu lực, nếu hai phần ba thành viên của Quốc hội không chấp nhận quyền phủ quyết của tổng thống.
Trong trường hợp tổng thống từ chức, chết, hoặc tự nguyện nghỉ hưu, thì Chủ tịch Quốc hội sẽ tạm kiêm chức tổng thống, cho đến khi bầu cử tổng thống được tiến hành trong bốn tháng sau đó.
Thủ tướng phải tham vấn với tổng thống về thành phần nội các, và đề xuất để Quốc hội phê chuẩn. Nếu trong bảy ngày, thủ tướng không đạt được sự đồng thuận với tổng thống, thì thủ tướng có thể đề xuất thành phần nội các của chính phủ lên Quốc hội, mà không cần sự ủng hộ của tổng thống.
Trong trường hợp chính phủ lạm quyền, chỉ cần một phần tư thành viên của Quốc hội là đủ có thể đề nghị Quốc hội xem xét để giải tán chính phủ. Điều này có thể ngăn chặn sự cấu kết dẫn đến lạm quyền giữa chính phủ và Đảng chiếm đa số ghế ở Quốc hội.
Trong thực tế, chỉ có hai lần từ năm 1992 đến nay, là chức vị thủ tướng đã đến từ một Đảng chiếm đa số ghế ở Quốc hội. Còn lại hầu hết thời gian, thì các Đảng phái phải liên minh với nhau để thành lập chính phủ.
Quốc hội có thể phế truất tổng thống nếu vi phạm lời thề tuyên thệ, làm ra hành vi vi hiến, hay vượt quá phạm vi quyền hạn của mình, sau khi có kết luận của Tòa Bảo hiến (constitutional court).
Chính phủ sẽ tự giải tán khi thủ tướng, hoặc một nửa thành viên Nội các, từ chức. Khi đó, Quốc hội sẽ thành lập một chính phủ mới.
Khác với mô hình bán tổng thống ở một số nước, tổng thống Mông Cổ chỉ có quyền giải tán Quốc hội khi nhận được sự ủng hộ của chủ tịch Quốc hội, hoặc trong vòng 45 ngày của một nhiệm kỳ mới mà Quốc hội vẫn chưa thể bổ nhiệm được thủ tướng.

### Tư pháp
Hiến pháp 1992 của Mông Cổ quy định, các thẩm phán hoạt động hoàn toàn độc lập và chỉ dựa theo luật pháp để đưa ra phán quyết. Không một ai kể cả tổng thống, thủ tướng hay thành viên của Quốc hội có thể can thiệp vào quyết định của các thẩm phán
Tổng thống bổ nhiệm thẩm phán của Tòa án Tối cao, sau khi những đề cử của Hội đồng các Tòa án (General Council of Courts) được gửi đến Quốc hội và được chấp thuận. Thẩm phán của các tòa án còn lại thì được bổ nhiệm bởi tổng thống, dựa theo đề cử của Hội đồng các Tòa án.
Tòa án Tối cao là cơ quan tư pháp cao nhất của Mông Cổ, có quyền diễn giải luật pháp, nhưng không có quyền diễn giải hiến pháp. Trách nhiệm diễn giải hiến pháp thuộc thẩm quyền của Tòa Bảo hiến Mông Cổ (the Constitutional Tsets). Tòa Bảo hiến gồm chín thành viên, có nhiệm kỳ sáu năm. Quốc hội sẽ bổ nhiệm các thành viên dựa trên đề cử từ Quốc hội, Nội các chính phủ và Tòa án Tối cao: mỗi nơi đề cử ba thành viên. Bất kỳ tranh chấp nào có liên quan đến diễn giải Hiến pháp, không kể là đến từ chính phủ, Quốc hội, hay người dân, thì Tòa Bảo hiến sẽ là nơi đưa ra quyết định cho các bản án đó. Các điều luật, nghị định hay các quyết định của Quốc hội, chính phủ và tổng thống sẽ trở nên vô hiệu lực, nếu Tòa Bảo hiến đưa ra phán quyết là chúng vi hiến.
Tòa Bảo hiến cũng có thẩm quyền kết luận và tuyên phán đối với những vi phạm của tổng thống, chủ tịch hay thành viên Quốc hội, thủ tướng, thành viên của chính phủ, chánh án Tòa án Tối cao, hoặc tổng chưởng lý. Sau khi nhận được những phán quyết này, và dựa trên kết luận của Tòa Bảo hiến, Quốc hội sẽ đưa ra quyết định phế truất hoặc bãi nhiệm chức vụ của người làm ra sai phạm.

## Các Đảng phái chính trị
- Đảng Nhân dân Mông Cổ
- Đảng Dân chủ Mông Cổ